# 好事多磨
《好事多磨》（日語：はなにあらし）是日本漫畫家古鉢瑠華創作的漫畫。2017年11月24日開始連載於小學館的網路漫畫平台Sunday Webry。2018年4月12日開始由小學館出版單行本第1卷，現出版11卷。繁體中文版由台灣東販代理，於2019年8月22日起出版。

## 劇情
藤宮千鳥與青葉奈乃葉就讀杜鵑花之宮女子高級中學。在兩人剛升上二年級的某天下午，教室內只有她們兩人。在奈乃葉的主動告白下，兩人發現她們互相喜歡對方，並嘗試交往。兩人交往後的第一個暑假，決定一起參加當地的煙火大會。兩人在大會前一天的校園開放日，遇到原本與千鳥同社團的學姐，後者稱千鳥是她的前女友。隔天兩人再次遇見學姐時，奈乃葉將她與千鳥正在交往的事實告訴她，學姐隨後向兩人道歉後離去。當天晚上，兩人在煙火大會上首次接吻。
由於校慶，兩人一起相處的的時間減少，千鳥在忍無可忍下，與奈乃葉在文藝社的社團活動教室接吻。但這一過程被奈乃葉在中學時的學妹舞看見，而舞暗戀奈乃葉。舞在觀察兩人的行為後，發現兩人正瞞著他人交往，並認為自己也有與奈乃葉交往的機會。兩人於修學旅行時吵架，旅行第3天時在各自坦白下和好，感情更進一步。修學旅行結束後的一天下午，舞在與千鳥獨處時表示自己正暗戀奈乃葉。隔天早上，千鳥鼓勵舞對奈乃葉表明自己的心意。當天下午，舞向奈乃葉表白被拒絕後，決定放下這段感情。

## 登場人物
藤宮千鳥
本作女主角。就讀杜鵑花之宮女子高級中學，故事開始時是二年級。
青葉奈乃葉
本作女主角。就讀杜鵑花之宮女子高級中學，故事開始時是二年級。個性率直。兩人獨處時經常想與千鳥親熱。

## 出版書籍
| 卷數 | 小學館         | 小學館                 | 台灣東販       | 台灣東販               |
| 卷數 | 發售日期       | ISBN                   | 發售日期       | ISBN                   |
| ---- | -------------- | ---------------------- | -------------- | ---------------------- |
| 1    | 2018年4月12日  | ISBN 978-4-09-128224-8 | 2019年8月22日  | ISBN 978-986-511-067-3 |
| 2    | 2018年7月12日  | ISBN 978-4-09-128404-4 | 2019年11月25日 | ISBN 978-986-511-177-9 |
| 3    | 2018年11月12日 | ISBN 978-4-09-128706-9 | 2020年2月24日  | ISBN 978-986-511-272-1 |
| 4    | 2018年11月12日 | ISBN 978-4-09-128706-9 | 2020年4月23日  | ISBN 978-986-511-317-9 |
| 5    | 2019年5月10日  | ISBN 978-4-09-129216-2 | 2020年6月24日  | ISBN 978-986-511-375-9 |
| 6    | 2019年11月12日 | ISBN 978-4-09-129473-9 | 2021年2月25日  | ISBN 978-986-511-620-0 |
| 7    | 2020年5月12日  | ISBN 978-4-09-850132-8 | 2021年5月26日  | ISBN 978-626-304-609-2 |
| 8    | 2020年11月12日 | ISBN 978-4-09-850317-9 | 2021年12月29日 | ISBN 978-626-329-063-1 |
| 9    | 2021年6月11日  | ISBN 978-4-09-850608-8 | 2022年5月26日  | ISBN 978-626-329-236-9 |
| 10   | 2021年12月10日 | ISBN 978-4-09-850816-7 |                |                        |
| 11   | 2022年6月10日  | ISBN 978-4-09-851176-1 |                |                        |
| 12   | 2023年3月10日  | ISBN 978-4-09-851779-4 |                |                        |
| 13   | 2023年9月12日  | ISBN 978-4-09-852839-4 |                |                        |

## 外部連結
- 漫畫連載網站 （页面存档备份，存于）（日語）